# Craie de Villedieu
La craie de Villedieu est une formation géologique en France. Elle conserve des fossiles datant de la période du Crétacé. 
La localité-type de la Craie de Villedieu a été défini par A. de Grossouvre (1889, 1901) dans les carrières de la vallée du Loir et sa biostratigraphie a été récemment établie par L. Jarvis et al. (1982, 1984) dans la zone de référence de cette formation. L'analyse des foramnifères contenus dans cette formation a permis de définir un âge Coniacien à Santonien. Cette formation commence au contact Turonien-Coniacien et traverse la limite Coniacien-Santonien. Une extension possible jusqu’au Campanien est à envisager d'après Giot (2004).
Trois unités composent cette série : « Calcaire dur de la Ribochère », « Marnes glauconieuses du Château » et « Calcarénites à bryozoaires de la Bouchardière ». De manière générale, la craie de Villedieu correspond à un calcaire gréseux, riche en fossiles et en matériaux détritiques provenant de l'érosion continentale. Le milieu de dépôt correspond à une mer relativement peu profonde. 